# 旭通臨時乘降場
旭通臨時乘降場（日语：／ Asahidōri karijōkōjō */?）曾經是一個位於北海道（網走支廳）網走郡美幌町的日本國有鐵道（國鐵）相生線鐵路車站（廢站）。伴隨相生線的廢線於1985年（昭和60年）4月1日廢站。

## 相鄰車站
日本國有鐵道
相生線
美幌－旭通臨時乘降場－上美幌